# 방사모로 이슬람 자유 전사

깃발

방사모로 이슬람 자유 전사(Bangsamoro Islamic Freedom Fighters, BIFF) 또는 방사모로 이슬람 자유 운동은 필리핀 남부 민다나오섬에 본부를 둔 이슬람 지하디즘 무장 단체이다. 전체 모로 분쟁에서 작은 역할을 하며 주로 마긴다나오주와 민다나오 중심부의 다른 지역에서 활동한다. 아메릴 움브라 카토(Ameril Umbra Kato)가 창설한 모로 이슬람 해방전선에서 이탈한 단체이다. 카토의 죽음 이후 이 그룹은 세 개의 파벌로 나뉘었는데, 그 중 하나는 이슬람 국가와 제휴하고 나머지 두 개는 덜 급진적이다.

## 같이 보기
- 필리핀 내전